# Doom Days: This Got Out of Hand!
Doom Days: This Got Out of Hand! is een deluxe versie van het derde studioalbum van de Britse band Bastille, Doom Days. Het is een dubbel-cd, die op 6 december 2019 werd uitgebracht. De leadsingle van het album is Another Place, een nummer dat eerder al op Doom Days stond, maar ditmaal zingt Alessia Cara mee. Ook Hangin', Comfort of Strangers en Can't Fight This Feeling werden als single uitgegeven.

## Tracks
| 1.                 | Quarter Past Midnight | 3:19 |
| 2.                 | Bad Decisions         | 3:09 |
| 3.                 | The Waves             | 4:00 |
| 4.                 | Divide                | 3:52 |
| 5.                 | Million Pieces        | 4:11 |
| 6.                 | Doom Days             | 2:18 |
| 7.                 | Nocturnal Creatures   | 3:52 |
| 8.                 | 4AM                   | 4:07 |
| 9.                 | Another Place         | 3:31 |
| 10.                | Those Nights          | 4:30 |
| 11.                | Joy                   | 3:11 |
| Totale duur: 40:00 |                       |      |

| 12.                | Admit Defeat                                                 | 3:06 |
| 13.                | Good Lesson                                                  | 3:31 |
| 14.                | Easy Days (demo)                                             | 2:53 |
| 15.                | When I Watch the World Burn, All I Think About is You (demo) | 3:13 |
| 16.                | Another Place (met The Chamber Orchestra of London)          | 3:34 |
| 17.                | Final Hour                                                   | 3:09 |
| 18.                | Million Pieces (met The Chamber Orchestra of London)         | 4:12 |
| 19.                | Comfort of Strangers                                         | 3:50 |
| 20.                | Another Place (met Alessia Cara)                             | 3:39 |
| 21.                | Hangin'                                                      | 3:30 |
| 22.                | Can't Fight This Feeling (met London Contemporary Orchestra) | 3:19 |
| Totale duur: 39:06 |                                                              |      |